# Brändö gymnasium
Brändö gymnasium är ett svenskspråkigt gymnasium på Brändö i Helsingfors, Finland. Som de övriga gymnasierna i Finland är Brändö gymnasium en allmänbildande skola, men är den enda skolan med idrottsgymnasiestatus i Södra Finland. I skolan går ca 400 studerande, varav ca 50 studerar vid den så kallade idrottslinjen. I skolan arbetar ett trettiotal lärare och personal.
Skolan erbjuder förutom ett utbud av extra kurser i gymnastik och exempelvis stresshantering också undervisning i tyska, franska och spanska. Skolan ordnar årligen flera studiebesök och utrikes studieresor.
Skolan firade år 2012 sitt 100-årsjubileum. Skolan profilerar sig som "Det välmående gymnasiet" och verkar under sloganen "Träning för livet". I skolan arbetar omkring 30 lärare och personal. Rektor för skolan är Mikael Nyholm (2017–).

## Idrottsgymnasium
Brändö gymnasium fick år 2018 officiellt idrottsgymnasiestatus som enda svenskspråkiga skola i Södra Finland. Skolan samarbetar tätt med idrottsgymnasiet Mäkelänrinteen lukio i Helsingfors och med Huvudstadsregionens idrottsakademi Urhea, samt med olika grenförbund.
Att en skola är ett idrottsgymnasium innebär i praktiken att de studerande som antagits till specialiseringslinjen i idrott får vissa lättnader som gör att de flexibelt kan kombinera toppidrott med gymnasiestudier. Antagningen baserar sig på medeltal från avgångsbetyg från högstadiet, på intervjuer, idrottstester och grenförbundpoäng.

## Historia
Dagens svenska skolor på Brändö, Brändö gymnasium och Brändö lågstadieskola har sin början från år 1912, då Brändö småskola grundades. Skolans första föreståndarinna Ulla Hausen berättar i skolans historik att idén till skolan på Brändö kom till av en tillfällighet 1911. År 1916 blev det hus som fungerar som Brändö lågstadieskola klart och det är ritat av arkitekten Armas Lindgren.
År 1917 bildades Brändö svenska samskola och eftersom elevtillströmningen efter kriget var stor kom den stora tillbyggnaden år 1956. År 2000 blev den nyaste delen i skolhuset färdig. 
Brändö svenska samskola har letts av många kända rektorsprofiler, som har satt sin prägel på skolan och den blev tidigt känd som en human skola. Till dessa rektorer hör historikern Bernhard Estlander (1922–1931), Ruben Jansson (1938–1969) samt Matti Jyry (1969–1996).
År 1972 bildades Östra svenska läroverket av Botby svenska samskola och Brändö svenska samskola. Denna skola delades år 1977 i Brändö gymnasium och Botby högstadieskola.
Under rektor Matti Jyrys tid lades grunden för skolans idrottsinriktning. En specialiseringslinje i idrott etablerades senare, och till denna antogs för första gången 15 studerande år 2011, varefter det varje år antagits 15–20 nya studerande. År 2018 blev Brändö gymnasium officiellt ett idrottsgymnasium.

## Kända alumner från Brändö gymnasium
- Niklas Bäckström, ishockey
- Fredrik Lassas, fotboll
- Liselott Lindström, journalist
- Anton Lundell, ishockey
- Paul Olin, skådespelare
- Linda Sällström, fotboll
- Max Wärn, ishockey